# Lista filmów produkcji Regency
Chronologiczna lista filmów produkcji wytwórni filmowej Regency Enterprises:

## Filmografia

### jako Embassy International Pictures NV
- 1983: Król komedii
- 1984: Dawno temu w Ameryce
- 1985: Brazil
- 1986: Stripper
- 1986: Legenda
- 1987: Człowiek w ogniu

### jako Regency International Pictures
- 1989: Kim jest Harry Crumb?
- 1989: Wojna państwa Rose
- 1990: Pytania i odpowiedzi

### jako Regency Enterprises
- 1991: Czarna lista Hollywood
- 1991: Switch: Trudno być kobietą
- 1991: JFK
- 1992: Królowie mambo
- 1992: Wspomnienia niewidzialnego człowieka
- 1992: Zew wolności
- 1992: Turtle Beach
- 1992: Liberator
- 1993: Sommersby
- 1993: Upadek
- 1993: Made in America
- 1993: Uwolnić orkę
- 1993: Dramat letniej nocy
- 1993: Dziadek do orzechów George’a Balanchine’a
- 1993: Szósty stopień oddalenia
- 1993: Pomiędzy niebem a ziemią
- 1994: Klient
- 1994: Urodzeni mordercy
- 1994: Dwóch ojców
- 1994: Cobb
- 1995: Chłopaki na bok
- 1995: Liberator 2
- 1995: Uwolnić orkę 2
- 1995: Empire Records
- 1995: Psychopata
- 1995: Gorączka
- 1996: Czas zabijania
- 1996: Tin Cup
- 1996: Carpool
- 1996: Bogus, mój przyjaciel na niby
- 1996: Dogonić słońce
- 1996: Tashunga – Gwiazda Północy
- 1997: Morderstwo w Białym Domu
- 1997: Uwolnić orkę 3
- 1997: Tajemnice Los Angeles
- 1997: Szaleństwa miłości
- 1997: Adwokat diabła
- 1997: Człowiek, który wiedział za mało
- 1998: Uczciwa kurtyzana
- 1998: Miasto aniołów
- 1998: Negocjator
- 1999: Nieodparty urok
- 1999: Żegnaj, kochanku
- 1999: Zmęczenie materiału
- 1999: Osaczeni
- 1999: Sen nocy letniej
- 1999: Podziemny krąg
- 2000: Agent XXL
- 2000: Kraina tygrysów
- 2000: Zakręcony
- 2001: Luźny gość
- 2001: Nikomu ani słowa
- 2001: Prześladowca
- 2001: Czarny rycerz
- 2001: Niejaki Joe
- 2002: Bez przedawnienia
- 2002: Co za życie
- 2002: Niewierna
- 2003: Daredevil
- 2003: Do diabła z miłością
- 2003: Droga bez powrotu
- 2003: Ława przysięgłych
- 2004: Dziewczyna z sąsiedztwa
- 2004: Człowiek w ogniu
- 2004: Córka prezydenta
- 2005: Elektra
- 2005: Zgadnij kto
- 2005: Pan i pani Smith
- 2005: Mały Manhattan
- 2005: Zostań
- 2005: Sezon na słówka
- 2006: Agent XXL 2
- 2006: Komedia romantyczna
- 2006: Strażnik
- 2006: Całe szczęście
- 2006: Moja super eksdziewczyna
- 2006: Źródło
- 2006: Wesołych świąt
- 2007: Wielkie kino
- 2007: Strażacki pies
- 2007: Alvin i wiewiórki
- 2008: Poznaj moich Spartan
- 2008: Jumper
- 2008: Shutter – Widmo
- 2008: Królowie ulicy
- 2008: Co się zdarzyło w Las Vegas
- 2008: Mów mi Dave
- 2008: Lustra
- 2008: Marley i ja
- 2009: Ślubne wojny
- 2009: Obcy na poddaszu
- 2009: Fantastyczny pan Lis
- 2009: Alvin i wiewiórki 2
- 2010: Marmaduke – pies na fali
- 2010: Wybuchowa para
- 2010: Wampiry i świry
- 2010: Miłość i inne używki
- 2011: Agent XXL: Rodzinny interes
- 2011: Monte Carlo
- 2011: Ilu miałaś facetów?
- 2011: Wyścig z czasem
- 2011: Alvin i wiewiórki 3
- 2011: Najczarniejsza godzina
- 2013: Władza
- 2013: Stażyści
- 2013: Ślepy traf
- 2013: Zniewolony
- 2014: Noe: Wybrany przez Boga
- 2014: Zaginiona dziewczyna
- 2014: Birdman
- 2015: Niedokończony interes
- 2015: Złodziej tożsamości. Historia prawdziwa
- 2015: Witamy na Hawajach[1]
- 2015: Big Short
- 2015: Alvin i wiewiórki: Wielka wyprawa[2]
- 2015: Zjawa
- 2016: Zasady nie obowiązują
- 2016: Assassin’s Creed
- 2017: Lekarstwo na życie
- 2018: Niepoczytalna
- 2018: Bohemian Rhapaody[3]
- 2018: Dziewczyna w sieci pająka
- 2018: Wdowy
- 2019: Ad Astra
- 2019: Lighthouse[4]
- 2019:  Małe kobietki
- 2022:  Głęboka woda
- 2022:  Wiking
- 2022:  Amsterdam
- 2023:  Twórca